# Rally de Ourense de 1978
El Rally de Ourense de 1978, oficialmente 11.º Rally de Ourense, fue la undécima edición y la novena cita de la temporada 1978 del Campeonato de España de Rally. Se celebró del 24 al 25 de junio y contó con un itinerario de veinticinco tramos que sumaban un total de 203 km cronometrados.

## Itinerario
| Día   | Tramo | Nombre               | Distancia | Hora  | Ganador                           | Tiempo |
| ----- | ----- | -------------------- | --------- | ----- | --------------------------------- | ------ |
| Día 1 | TC1   | Castro de Beiro      | 5,85 km   | 17:24 | Jorge de Bagration                | 03:46  |
| Día 1 | TC2   | Bande-Lobera         | 7,6 km    | 18:43 | Pablo de Sousa                    | 05:04  |
| Día 1 | TC3   | Puente Linares-Bande | 12 km     | 19:45 | Jorge de Bagration                | 07:11  |
| Día 1 | TC4   | Bande-Lobera         | 7,6 km    | 20:06 | Jorge de Bagration Pablo de Sousa | 05:01  |
| Día 1 | TC5   | Puente Linares-Bande | 12 km     | 21:08 | Jorge de Bagration                | 07:03  |
| Día 2 | TC6   | Trasalva             | 4,1 km    | 00:54 | Jorge de Bagration                | 02:34  |
| Día 2 | TC7   | Parada-Maside        | 8,5 km    | 01:10 | Jorge de Bagration                | 05:29  |
| Día 2 | TC8   | Cameixa              | 5,8 km    | 01:46 | Pablo de Sousa                    | 03:47  |
| Día 2 | TC9   | Beresmo              | 11 km     | 02:00 | Jorge de Bagration                | 02:54  |
| Día 2 | TC10  | Avión-Beiro          | 13,2 km   | 02:19 | Jorge de Bagration                | 08:51  |
| Día 2 | TC11  | Cabanelas            | 6,8 km    | 02:51 | Pablo de Sousa                    | 04:35  |
| Día 2 | TC12  | Cameixa              | 5,8 km    | 03:20 | Jorge de Bagration                | 03:54  |
| Día 2 | TC13  | Beresmo              | 11 km     | 03:34 | Pablo de Sousa                    | 02:54  |
| Día 2 | TC14  | Avión-Beiro          | 13,2 km   | 03:53 | Jorge de Bagration                | 08:46  |
| Día 2 | TC15  | Cabanelas            | 6,8 km    | 04:25 | Pablo de Sousa                    | 04:32  |
| Día 2 | TC16  | Castro de Beiro      | 5,85 km   | 05:11 | Jorge de Bagration                | 03:46  |
| Día 2 | TC17  | Almorfe              | 8,5 km    | 09:24 | Jorge de Bagration                | 05:32  |
| Día 2 | TC18  | El Rodicio           | 3,5 km    | 10:12 | Jorge de Bagration                | 02:47  |
| Día 2 | TC19  | La Teijeira          | 9,5 km    | 10:43 | Marc Etchebers                    | 06:24  |
| Día 2 | TC20  | San Martiño          | 9 km      | 11:03 | Jorge de Bagration                | 06:05  |
| Día 2 | TC21  | San Fiz              | 5,5 km    | 11:28 | Jorge de Bagration Pablo de Sousa | 04:04  |
| Día 2 | TC22  | La Teijeira          | 9,5 km    | 12:14 | Pablo de Sousa                    | 06:23  |
| Día 2 | TC23  | San Martiño          | 9 km      | 12:34 | Jorge de Bagration                | 06:09  |
| Día 2 | TC24  | San Fiz              | 5,5 km    | 12:59 | Jorge de Bagration                | 04:06  |
| Día 2 | TC25  | Castro de Beiro      | 5,85 km   | 14:21 | Jorge de Bagration                | 03:49  |

## Clasificación final
| Pos. | Piloto             | Copiloto        | Automóvil           | Tiempo  | Diferencia |
| ---- | ------------------ | --------------- | ------------------- | ------- | ---------- |
| 1.   | Jorge de Bagration | Nuria Llopis    | Lancia Stratos      | 2:05:55 | 0.0        |
| 2.   | Pablo de Sousa     | Facas           | Ford Escort RS 1800 | 2:07:52 | +01:57     |
| 3.   | Marc Etchebers     | José R. Amorena | Porsche Carrera     | 2:08:28 | +02:33     |
| 4.   | Pío Alonso         | L. Varela       | Ford Fiesta 1300    | 2:15:41 | +09:46     |
| 5.   | J. M. Oanes        | J. R. Torreiro  | Renault Alpine      | 2:19:44 | +13:49     |
| 6.   | José Luis Echave   | J. M. Abáns     | Simca Rallye        | 2:20:51 | +14:56     |
| 7.   | Juan Luis Paradela | R. García       | SEAT 124-1800       | 2:25:21 | +19:26     |
| 8.   | M. Rosendo         | F. Diz          | SEAT FL-80          | 2:29:42 | +23:47     |
| 9.   | F. Varela          | J. Otero        | BMW 2002 TII        | 2:30:32 | +24:37     |
| 10.  | T. Reverter        | R. de Sas       | Ford Fiesta 1300    | 2:31:05 | +25:10     |